# Cunén
Cunén è un comune del Guatemala facente parte del dipartimento di Quiché.